# 车前虾脊兰
车前虾脊兰（学名：Calanthe plantaginea）为兰科虾脊兰属下的一个种。

## 扩展阅读
- 維基物種上的相關：车前虾脊兰